# Секретаріат Кабінету міністрів Індії

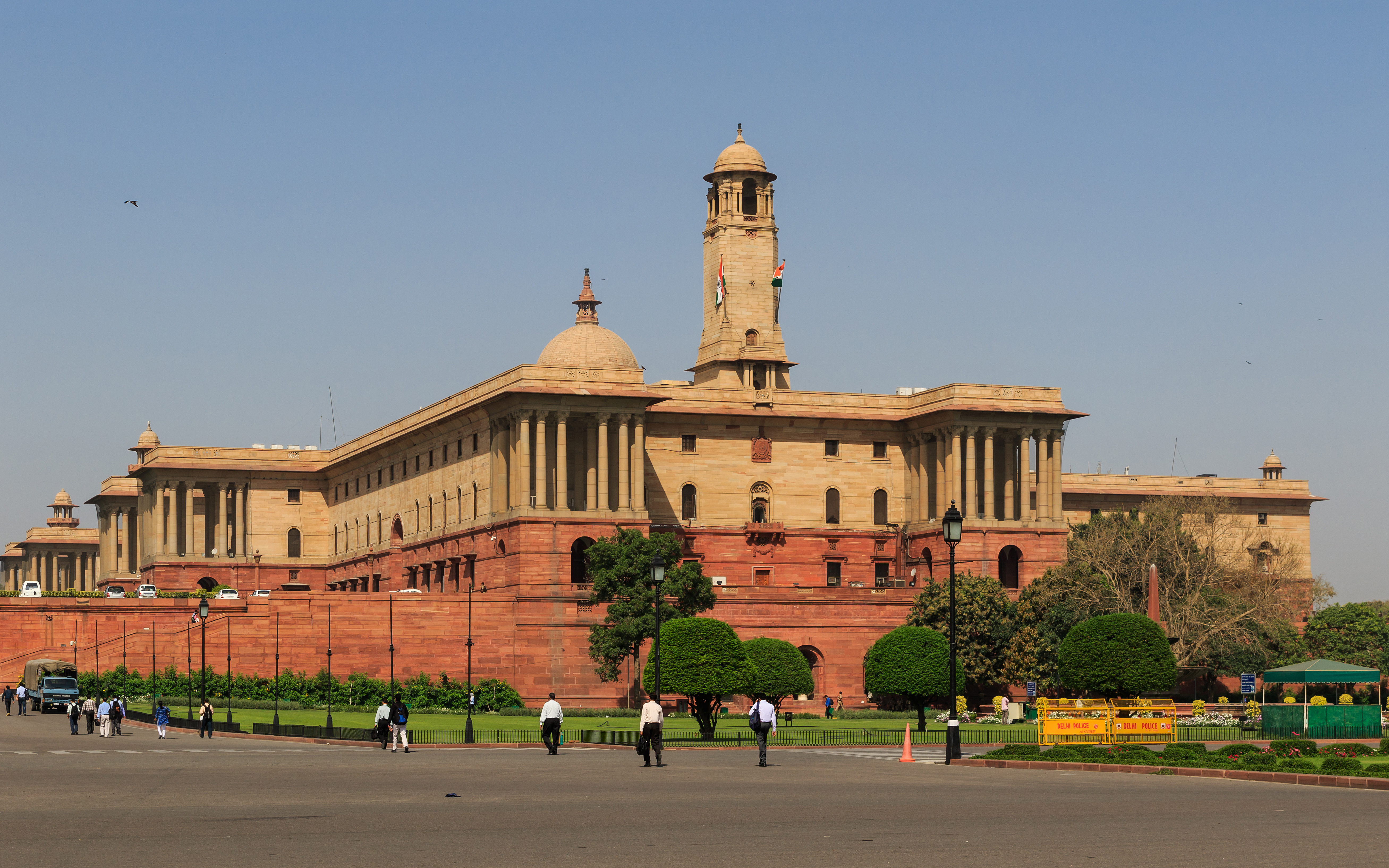
Північний квартал

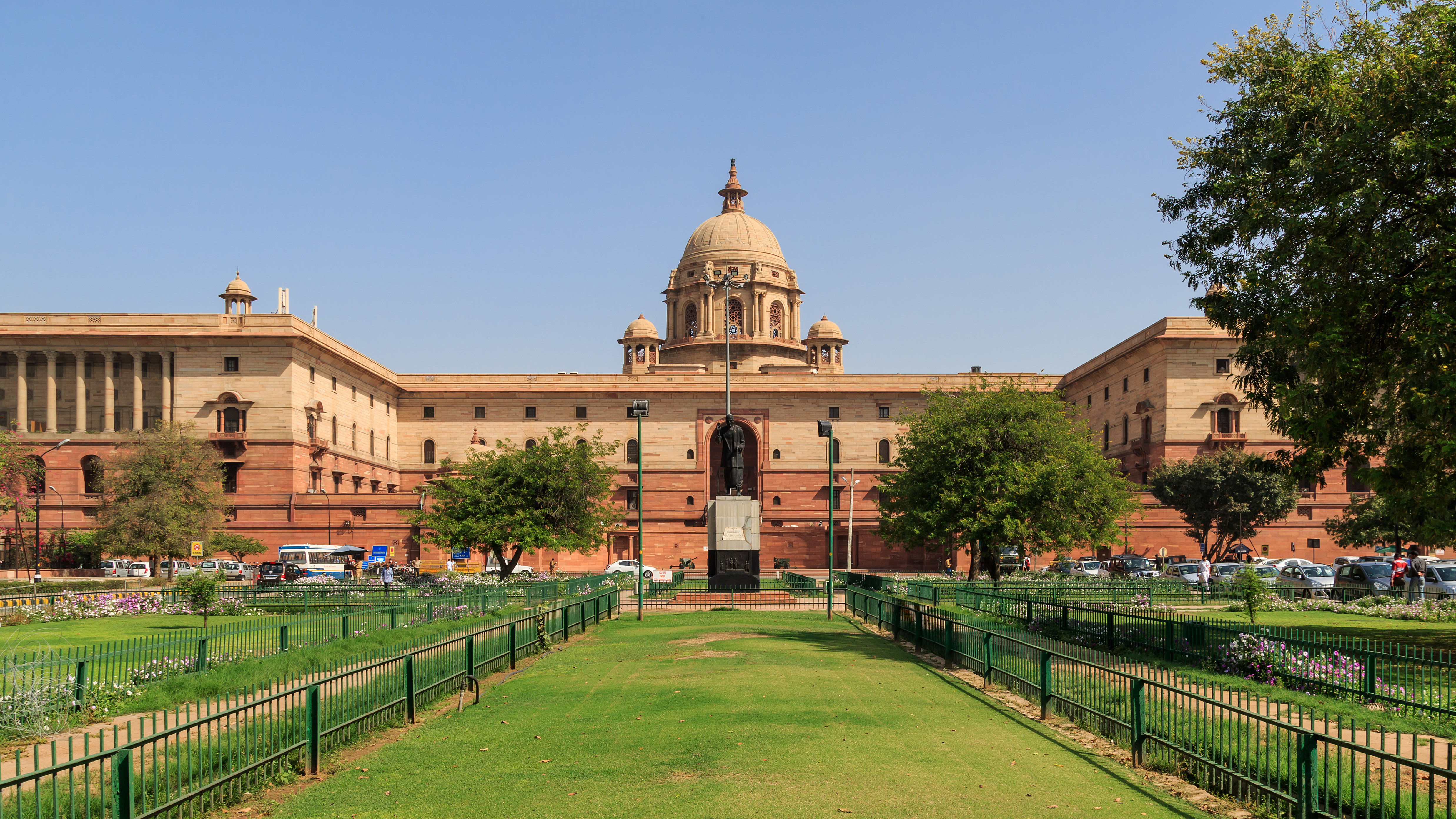
Південний квартал

Секретаріат Кабінету міністрів ( IAST : Mantrimanḍala Sacivālaya ) відповідає за управління урядом Індії. Він надає секретарську допомогу Кабінету міністрів Індії та сприяє плавній взаємодії між міністерствами та департаментами уряду.
Секретаріат кабінету знаходиться під керівництвом прем'єр-міністра Індії та очолюється секретарем Кабінету міністрів.
Дві будівлі, з який складається комплекс, мають назву «Північного» (North Block) та «Південного» (South Block) «кварталів» і містять насупні міністерства:
- Північний квартал
  - Міністерство фінансів
  - Міністерство внутрішніх справ

- Південний квартал
  - Офіс прем'єр-міністра
  - Міністерство оборони
  - Міністерство зовнішніх справ

Часто назви «Північний квартал» і «Південний квартал» посилаються на міністерства фінансів та зовнішніх справ, відповідно.
Будівля Секретаріату знаходить в межах збудованого британцями адміністративного району, відомого як Лаченсівське Делі. Комплекс був спроектований британським архітектором Гербертом Бейкером, він включає елементи могольської архітектури та архітектури Раджпутани.
| Прапор Індії | Це незавершена стаття про Індію. Ви можете допомогти проєкту, виправивши або дописавши її. |